# باشگاه فوتبال لندن باری
باشگاه فوتبال لندن باری (به انگلیسی: London Bari Football Club) یک باشگاه فوتبال در شهر لندن، کشور انگلستان است که در سال ۱۹۹۵ میلادی تأسیس شده‌است.